# Ferences kolostor (Búcsúszentlászló)
A ferencesek 1694-ben érkeztek Búcsúszentlászlóra, amikor a rekatolizáció részeként Széchenyi Pál veszprémi püspök rájuk bízta az addigra már közismert zarándokhelyet, „amely helyet a nép Szentlászlónak nevezte”. A nagyobb Mária-ünnepeken és Szent László király ünnepén is egyre több hívő érkezett a kegyhelyre, ahol a ferences barátok fogadták őket. A barokk templomot 1714-ben kezdték építeni, és teljesen csak 20 esztendő múlva készült el. A ferences barátok eleinte családoknál, illetve egyszerű viskókban laktak. Rendházukat csak 1724-ben, a templom felszentelése után kezdték építeni, ezt az építkezést 1736-ban fejezték be. 1874-ben leégett. A két világháború között felújították. 1951-ben államosították; jelenleg szociális otthon.
A kolostor a kegytemplom északi oldalához csatlakozó, négyzet alaprajzú udvart zárja körbe; az egyemeletes, nyeregtetős épület nyugati szárnya észak felé túlnyúlik. Északnyugati sarkát támpillérek erősítik. A rendház egytraktusos, oldalfolyosós. A legtöbb helyiség mennyezete fiókos dongaboltozat; némelyiküket átalakították. A refektórium stukkódíszeit és faburkolatát a 18. század második felében készítették.